# فلورا مجدلاوي
فلورا مجدلاوي هي كاتبة ومترجمة أردنية، ولدت في عمّان في 31 آب (أغسطس) 1965. تخرجت من مدارس الوردية في عمان عام 1982، وحصلت على بكالوريوس في الهندسة الكيميائية من الجامعة الأردنية عام 1986. أكملت درجة الماجستير في الدراسات الدولية من جامعة كونيتيكت عام 1991 وحضرت دورات عن أدب الأطفال في ولاية بنسلفانيا.

## العمل
عملت باحثة في مركز الدراسات الاستراتيجية والدولية في واشنطن العاصمة عام 1991. أصبحت رئيس التحرير في المجدلاوي للنشر عام 1991 وعملت في مركز المعرفة التفاعلية البريطانية منذ عام 2002.

## أعمالها
من أعمالها في أدب الأطفال:
- «الجراثيم»، قصة للأطفال، روائع مجدلاوي، عمّان، 2008.
- «موسم العنب»، قصة للأطفال، روائع مجدلاوي، عمّان، 2008.
- «الحلم»، قصة للأطفال، روائع مجدلاوي، عمّان، 2008.
- «الواجب المدرسي»، قصة للأطفال، روائع مجدلاوي، عمّان، 2008.
- «المساعد الصغير»، قصة للأطفال، روائع مجدلاوي، عمّان، 2008.
- «لا أريد اللعب وحدي»، قصة للأطفال، روائع مجدلاوي، عمّان، 2008.
- «أيام الأسبوع»، قصة للأطفال، روائع مجدلاوي، عمّان، 2008.
- «الهدية»، قصة للأطفال، روائع مجدلاوي، عمّان، 2008.
- «صديقة اللبن»، قصة للأطفال، روائع مجدلاوي، عمّان، 2008.
- «على عجل»، قصة للأطفال، روائع مجدلاوي، عمّان، 2008.
- «الحصالة»، قصة للأطفال، روائع مجدلاوي، عمّان، 2008.
- «ملك الأصوات»، قصة للأطفال، روائع مجدلاوي، عمّان، 2010.
- «خطوة واحدة فقط»، قصة للأطفال، روائع مجدلاوي، عمّان، 2011.
- «عندما أصبح أماً»، قصة للأطفال، روائع مجدلاوي، عمّان، 2012.
- «رسالة محارة»، قصة للأطفال، روائع مجدلاوي، عمّان، 2013.
- «سلسلة هند وسيف»، قصص للأطفال، (8عناوين)، روائع مجدلاوي، عمّان، 2013.

في موضوعات أخرى:
- «سلسلة اكتشفوا متعة الأطعمة»، (6 عناوين)، (ترجمة)، روائع مجدلاوي، عمّان، 2009.
- «سلسلة الأضداد في عالم الحيوان»، (10 عناوين)، (ترجمة)، روائع مجدلاوي، عمّان، 2009.
- «فيليبوك للأديب العالمي ليو تولستوي»، ترجمة، روائع مجدلاوي، عمّان، 2010.
- «التفاحة الصغيرة: من روائع الأدب السويسري»، ترجمة، روائع مجدلاوي، عمّان، 2010.
- «الخبز الطيب: من روائع الأدب السويسري»، ترجمة، روائع مجدلاوي، عمّان، 2010.
- «الأمير السعيد للكاتب أوسكار وايلد»، ترجمة، روائع مجدلاوي، عمّان
- «لماذا علينا أن نعلّم القراءة والكتابة عبر الأدب؟»، مقال في موقع الجزيرة، 2016. [2]

## جوائز
عام 2010 حصلت على جائزة آنا ليند التذكارية لأفضل قصة مكتوبة للأشخاص ذوي الاحتياجات الخاصة عن قصتها "الباب الذي لا يفتح". كما فازت بجائزة غورماند الدولية لكتاب الطبخ عن كتابها المترجم "متعة الأطعمة الخضراء" " لفئة الأفضل في العالم في عام 2009.